# Sun Yi (actriz)
Sun Yi (chino simplificado: 孙怡), es una actriz china.

## Biografía
Comenzó a salir con el actor chino Dong Zijian, la pareja anunció su compromiso en mayo del 2017 y ese mismo año se casaron. En septiembre del mismo año le dieron la bienvenida a su primera hija juntos Dong Dafu.

## Carrera
Ha participado en sesiones fotográficas para "Marie Claire", entre otros...
En octubre del 2015 se unió al elenco recurrente de la serie Legend of Ban Shu donde interpretó a Ah Cen, la hija del Gran Heraldo Lin y la estudiante más favorecida de Kou Lanzhi (Li Xin'ai), la mujer más talentosa de la capital.
En el 2016 se unió al elenco de la serie Fifteen Years to Wait for Migratory Birds (también conocida como "Promise of Migratory Birds") donde dio vida a la estudiante Li Li.
En 2017 se unió al elenco de la serie Because of You donde interpretó a Zhang Guoguo.
El 2 de marzo del 2018 se unió al elenco principal de la serie Siege in Fog donde interpretó a Qin Sang, la fría, misteriosa pero inteligente e ingeniosa hija de un alto funcionario, que termina enamorándose de Yi Liankai (Elvis Han), hasta el final de la serie el 18 de abril del mismo año.
El 17 de septiembre del mismo año se unió al elenco principal de la serie All Out of Love donde dio vida a Jiang Sheng (Wallace Chung), una mujer que se enamora de Cheng Tianyou, pero que sacrifica su relación para estar con su hermano adoptivo Liang Sheng, quien parece sufrir de una enfermedad terminal, hasta el final de la serie el 22 de noviembre del mismo año.
El 23 de noviembre de 2020 se unió al elenco principal de la serie Twisted Fate of Love donde interpretó a Dong Yue, hasta el final de la serie el 21 de diciembre del mismo año.
El 27 de noviembre del mismo año se unió al elenco principal de la serie Irreplaceable Love donde dio vida a Li Chuyao, una mujer que luego de perder a su hermano menor Chu Chen en un accidente, se termina enamorando de Li Luoshu (Bai Jingting), el hombre que toma el lugar de Chu Chen en la casa de Li para apaciguar a su madre mentalmente inestable, hasta el final de la serie el 21 de diciembre del mismo año.
En 2021 se unirá al elenco principal de la serie Hello Prosecutor donde interpretará a Jiang Xiaoxi, una mujer que sueña con convertirse en fiscal y que es aceptada con éxito en la oficina del fiscal donde asume muchos casos difíciles que la ayudarán a convertirse en una fiscal exitosa.

## Filmografía

### Series de televisión
| Año             | Título                                    | Personaje                | Notas         |
| --------------- | ----------------------------------------- | ------------------------ | ------------- |
| 2022 - presente | The Wind Blows From Longxi                | -                        |               |
| 2021 - presente | Be Together                               | -                        | [ 10 ] [ 11 ] |
| 2021 - presente | Hello Prosecutor                          | Jiang Xiaoxi             |               |
| 2020            | Twisted Fate of Love                      | Dong Yue / Wen Xin       | 43 episodios  |
| 2020            | Irreplaceable Love                        | Li Chuyao                | 44 episodios  |
| 2018            | All Out of Love                           | Jiang Sheng              | 70 episodios  |
| 2018            | Siege in Fog                              | Qin Sang                 | 50 episodios  |
| 2017            | Because of You                            | Zhang Guoguo / Jin Yibei | 56 episodios  |
| 2016            | Fifteen Years to Wait for Migratory Birds | Li Li                    | 24 episodios  |
| 2015            | Legend of Ban Shu                         | Ah Cen                   |               |
| 2015            | The Legend of Mi Yue                      | Mi Yao                   |               |
| 2015            | The Storm                                 | Yu Hanqiu                |               |
| 2015            | Love Actually                             | Wu Ping                  | 30 episodios  |
| 2015            | Running After the Love                    | Tong Tong                |               |
| 2015            | Hurricane                                 | Han Qiulan               | 50 episodios  |

### Películas
| Año  | Título                         | Personaje           | Notas                                                                                    |
| ---- | ------------------------------ | ------------------- | ---------------------------------------------------------------------------------------- |
| 2016 | I Love That Crazy Little Thing | Wang Ruofei         | junto a William Chan, Jessica Jung, Nicholas Tse, Gillian Chung, Seo In-guk y Tang Yixin |
| 2016 | Pleasure. Love.                | Hu Yajie (de joven) |                                                                                          |
| 2015 | My Original Dream              | Li Chunxia          | junto a Bao Bei'er y Feng Si                                                             |

### Programas de variedades
| Año                    | Programa                     | Notas                  |
| ---------------------- | ---------------------------- | ---------------------- |
| 2017, 2018, 2020, 2021 | Happy Camp                   | 5 episodios - invitada |
| 2017                   | Who's The Murderer: Season 2 | (ep. #10) - invitada   |
| 2017                   | Day Day Up                   | invitada               |

### Revistas / sesiones fotográficas
| Año  | Título                | Notas                      |
| ---- | --------------------- | -------------------------- |
| 2019 | Bella Magazine        | (publicación de diciembre) |
| 2019 | SoFigaro Magazine     | (publicación #2305)        |
| 2019 | OK! China             | (publicación #190)         |
| 2019 | CéCi China            | (publicación de noviembre) |
| 2019 | NY Times Travel China |                            |
| 2019 | YOHO! Magazine        | (publicación de agosto)    |
| 2019 | Chic Magazine         | (publicación de julio)     |
| 2019 | POWER CIRCLES (势界)  |                            |
| 2018 | MiLK (新潮流)         |                            |
| 2018 | NYLON (尼龙)          |                            |
| 2018 | Ceci (茜茜姐妹)       |                            |
| 2918 | 精品购物指南          |                            |
| 2018 | 北京青年周刊          |                            |
| 2018 | CHIC (小资)           |                            |
| 2017 | COSMO (时尚)          |                            |
| 2017 | 我们的街拍时刻        |                            |
| 2017 | Marie Claire          | junto a Dong Zijian        |
| -    | InStyle (优家画报)    | (publicación #503)         |
| -    | GRAZIA (红秀)         | (publicación #270)         |
| -    | VOGUE ME              |                            |
| -    | 时尚新娘              |                            |
| -    | Femina (伊周)         |                            |
| -    | OK！(精彩)            | (publicación #120)         |
| -    | 嘉人                  | (publicación #228)         |
| -    | 嘉人美妆              | (publicación #39)          |

### Eventos
| Año  | Título                                     | Notas |
| ---- | ------------------------------------------ | ----- |
| 2019 | Cosmopolitan China - 2019 Cosmo Glam Night |       |

## Discografía

### Sencillos
| Año  | Canción                                | Álbum                 | Notas |
| ---- | -------------------------------------- | --------------------- | ----- |
| 2018 | First Love, First Encounter (初见初恋) | OST de "Siege in Fog" |       |

## Premios y nominaciones
| Año  | Categoría        | Premio                                          | Trabajo         | Resultado |
| ---- | ---------------- | ----------------------------------------------- | --------------- | --------- |
| 2016 | Best Actress     | 19th Asian New Talent Award                     | Pleasure. Love. | Ganó      |
| 2016 | Best New Actress | 11th Chinese Young Generation Film Forum Awards | Pleasure. Love. | Ganó      |